# Paratropeza lorentzi
Paratropeza lorentzi är en tvåvingeart som beskrevs av Paramonov 1964. Paratropeza lorentzi ingår i släktet Paratropeza och familjen parasitflugor. Inga underarter finns listade i Catalogue of Life.